# Pànties
Pànties (grec antic: Παντίας, llatí: Pantias) fou un escultor grec nascut a Quios de l'escola de Sició.
Només figura com a autor d'estàtues d'atletes. El seu pare Sòstrat, que era el setè en la successió de deixebles d'Arístocles de Cidònia, el va instruir en l'art de l'escultura, segons Pausànias. Va viure probablement cap a l'any 400 aC (entre el 420 aC i el 388 aC).